# ویلیام شامپویی
گیوم شامپویی (ح. ۱۰۷۰ – 18 ژانویه ۱۱۲۱ در شالون-آن-شامپانی)، که در انگلیسی با نام ویلیام شامپویی (به انگلیسی: William of Champeaux) شناخته می‌شود و به لاتینی Gulielmus de Campellis نوشته می‌شود، فیلسوف و الهی‌دان فرانسوی بود.

## زندگی‌نامه
ویلیام در شامپو نزدیک مولن به دنیا آمد. پس از تحصیل زیر نظر آنسلم لائون و روسلینوس، او در مدرسه کلیسای جامع نوتردام تدریس کرد، که در سال ۱۱۰۳ کائن آن شد. پیتر آبلار از شاگردان او بود که با او اختلاف داشت زیرا آبلار برخی از ایده‌های او را به چالش می‌کشید و ویلیام فکر می‌کرد که آبلار بیش از حد متکبر است. آبلار پس از اینکه جانشین استاد خود شد، از او به‌عنوان «استاد عالی» دیالکتیک یاد کرد. در سال ۱۱۰۸ او از سمت خود به عنوان شماس اعظم پاریس و استاد نوتردام استعفا داد و به عبادتگاه سنت ویکتور، خارج از دیوارهای شهر پاریس عقب‌نشینی کرد، جایی که تحت تأثیر او، دیر سنت ویکتور تشکیل شد.
او دوست برنارد کلروو بود و به برنارد کمک کرد تا از بیماری شفا پیدا کند. بعداً برنارد را ترغیب کرد تا برخی از آثار مهم خود را بنویسد، از جمله دفاعیه (Apologia) که به ویلیام تقدیم شده بود.
ویلیام در سال ۱۱۱۳ زمانی که اسقف شالون-آن-شامپانی شد، سنت ویکتور را ترک کرد، در آن زمان او به عنوان حامی پاپ کالیکنوس دوم، که او در کنفرانس موسون نماینده او بود، در مناقشه اعطای مقام شرکت کرد. در سال ۱۱۱۴، او Grande charte champenoise (منشور بزرگ شامپویی) را صادر کرد که دارایی‌های کشاورزی و کشت انگور دیر سن پی‌یر را مشخص می‌کرد، بنابراین ناحیه شراب شامپاین امروزی و همچنین خانهٔ شامپاین منشور بزرگ که به فرانسوی بر اساس منشور بزرگ شامپویی و حامی‌اش گیوم شامپویی نامگذاری شده است. پس از انصراف از دیر بندیکتین، او به دیر سیسترسی در ریمز نقل مکان کرد، جایی که او تعدادی کتاب معنوی مانند Vita Prima خود را نوشت که به‌طور گسترده در محافل رهبانی خوانده می‌شد.
آثار بازمانده از او قطعه‌ای در بارهٔ مراسم عشای ربانی است که توسط ژان مابیلیون در ویرایش آثار سنت برنارد و Moralia A brevi ala و De Origine Animae درج شده است. در وهلهٔ آخر، او معتقد است که کودکانی که بدون تعمید می‌میرند، باید گم شوند، روح پاک در اثر زشتی بدن آلوده می‌شود، و اعلام می‌کند که ارادهٔ خدا را نباید زیر سؤال برد. او از نظریه آفرینش‌گرایی حمایت می‌کند (یعنی اینکه یک روح به‌طور ویژه برای هر انسان خلق می‌شود). Ravaisson-Mollien تعدادی از قطعه‌های او را کشف کرده است که از جمله مهم‌ترین آن‌ها De Essentia Dei et de Substantia Dei است؛ یک Liber Sententiarum، متشکل از مباحثی در باب اخلاق و تفسیر کتاب مقدس، نیز به شامپویی نسبت داده شده است.
او را بنیان‌گذار نسخه اولیه واقع‌گرایی معتدل می‌دانند، فلسفه‌ای که معتقد بود کلیات در اشیاء خاص به‌عنوان جوهرهای مشترک به‌واسطهٔ اعراض و در ذهن در قالب مفاهیم فردیت پیدا می‌کنند.

## کتابشناسی
- Cameron, Margaret. What's in a Name? Students of William of Champeaux on the Vox Significativa, Bochumer Philosophisches Jahrbuch fur Antike und Mittelalter 9, 2004, pp. 93–114.
- Iwakuma, Yuko. William of Champeaux, On Aristotle's Categories, in Joël Biard, Irène Rosier-Catach (eds.), La tradition médiévale des Catégories (XII - XV siècle), Louvain-Paris: Peeters, 2003, pp. 313–328.
- Mews, Constant. Logica in the Service of Philosophy: William of Champeaux and his Influence, Rener Berndt (ed.), Schrift, Schreiber, Schenker. Studien zur Abtei Sankt Viktor in Paris und de Viktorinen, Berlin, Aksademie Verlag, 2005, pp. 77–117.